# Trumpet (helado)
Trumpet es una marca de helado en cucuruchos de Nueva Zelanda elaborado por Tip Top. Lanzado en 1964, cada año se producen más de 13 millones de Trumpet en Monte Wellington (Auckland). El chocolate es el sabor más popular.

## Historia
Trumpet fue lanzado en 1964 por Tip Top, y fue registrado como marca en 1991. Originalmente, las Trumpet no tenían una punta de chocolate en la parte inferior ni una capa de chocolate en el interior del cucurucho, lo que hacía que los cucuruchos se empaparan. La falta de chocolate se debió a que en el momento de la creación del producto, los helados producidos en masa eran en su mayoría sólo cucuruchos con helado. Debido a que las fábricas de Tip Top ya tenían alrededor de 50 toneladas de chocolate para usar en sus otras marcas, la compañía comenzó a rociar chocolate en el cucurucho para arreglar la humedad, lo que hace que parte del chocolate se hunda hasta el fondo y cree una punta de chocolate.
Los anuncios de la década de 1980 mostraban a la luego supermodelo Rachel Hunter, de 15 años al comienzo de su carrera, conocida por muchos como la «chica Trumpet». En 2006 se publicó un anuncio televisivo de Trumpet que describe cómo al alejarse de la playa, la ropa de baño se convierte en ropa interior, con la frase «togs, togs, undies», que ha entrado en el léxico de Nueva Zelanda. Alex Casey de The Spinoff lo describió como el «anuncio de verano más emblemático» de Nueva Zelanda.
En 2019, Tip Top lanzó una Trumpet vegana y sin gluten, que originalmente solo estaba disponible en el sabor Boysenberry.

## Producción
A 2016 Tip Top produce 13 millones de Trumpet al año, a 12 000 helados por hora, en su fábrica de Mount Wellington, Auckland. Tip Top lanza un nuevo sabor de Trumpet cada 18 a 24 meses.
Para producir una Trumpet, el interior de un cucurucho de helado se recubre con chocolate para evitar que se empape. Debido a la gravedad, el chocolate fluye hacia el fondo y crea la punta de chocolate. Luego, se bombea helado en el cucurucho y luego la parte superior se congela rápidamente con una ráfaga de nitrógeno, luego se somete a rayos X y se pesa para verificar si hay objetos extraños. A continuación se comprueba que los cucuruchos llenos no tengan defectos y después se envasan.

## Sabores
El sabor más popular de Trumpet es el chocolate.
- Albaricoque [10]
- Arándano [11]
- Sundae de chocolate [10]
- Naranja y chocolate [10]
- Chocolate vegano sin gluten [12]
- Caramelo de chocolate salado [11]
- Crujiente de caramelo y caramelo con cucurucho colosal [11]
- Galletas y crema de cucurucho colosal [11]
- Yogur de frutos rojos helado [10]
- Punta de gelatina [10]
- Kiwi [10]
- M&M's [10]
- Menta [11]
- Napolitano [10]
- Fruta de la pasión [10]
- Mantequilla de maní [10]
- S'mores [12]
- Jalea de fresa [10]
- Crema de caramelo [10]
- Vainilla [11]